# Judith Ringer
Judith Ringer (* 12. Februar 1967 in Steyr) ist eine österreichische Politikerin der Österreichischen Volkspartei (ÖVP). Sie war vom 30. Jänner 2020 bis zum 22. Oktober 2021 vom Oberösterreichischen Landtag entsandtes Mitglied des Bundesrates.

## Leben

### Ausbildung und Beruf
Judith Ringer besuchte nach der Volksschule in Kronstorf die Privat-Mädchenhauptschule Rudigier in Steyr und die HTL Steyr (Fachrichtung für Nachrichtentechnik und Elektronik), wo sie 1986 mit Auszeichnung maturierte. 1990 wurde ihr die  Standesbezeichnung Ingenieur verliehen. Von 1986 bis 1997 war sie bei BMW Motoren Steyr im Software Engineering und Controlling tätig, anschließend war sie bis 2005 in Riad in Saudi-Arabien. 2006 wurde sie Assistentin der Geschäftsführung der Steyr Trucks Sales and Services International GmbH, deren Geschäftsführerin sie seit 2008 ist.
Ringer erhielt den Berufstitel Kommerzialrat. Sie ist verheiratet und Mutter von drei Kindern.

### Politik
Ringer ist seit 2015 Bezirksgruppenobfrau des Österreichischen Wirtschaftsbundes im Bezirk Steyr-Land. 2016 wurde sie stellvertretende Landesvorsitzende von Frau in der Wirtschaft, Ortsgruppenobfrau der Ortsgruppe Waldneukirchen des Österreichischen Wirtschaftsbundes und kooptiertes Mitglied der Landesparteikonferenz der ÖVP Oberösterreich. Seit 2017 ist sie kooptiertes Mitglied des Stadtparteivorstandes der ÖVP Steyr. Seit 2018 ist sie stellvertretende Sprecherin der Initiative Steyrland. Seit 2019 ist sie außerdem Bezirksparteiobmann-Stellvertreterin der ÖVP Steyr-Land sowie Obfrau der Wirtschaftskammer Steyr-Land.
Mit der Landtagssitzung am 30. Jänner 2020 folgte sie Doris Schulz als vom Oberösterreichischen Landtag in den Bundesrat entsandtes Mitglied nach. Am 13. Februar 2020 wurde sie im Bundesrat angelobt. Vom Stadtparteivorstand wurde sie 2020 als Parteiobfrau der ÖVP Steyr designiert. Nach der Landtagswahl 2021 schied sie aus dem Bundesrat aus. Im Juli 2022 wurde sie als Obfrau des Wirtschaftsbundes Steyr-Land wiedergewählt. Im Juli 2025 wurde sie als Obfrau der Wirtschaftskammer Steyr-Land für weitere fünf Jahre bestätigt.